# Gustav von Oppen
Gustav von Oppen (* 26. Juni 1867 in Sorau; † 31. Oktober 1918 in Pozantı im Taurus) war ein preußischer Oberst im Ersten Weltkrieg und Ritter des Ordens Pour le Mérite.

## Leben

### Herkunft
Gustav von Oppen entstammte der II. Linie, 2. Ast, 1. Zweig (Haus Helmsdorf) des Uradelsgeschlechts von Oppen. Er war das jüngste von drei Kindern des preußischen Hauptmanns Gustav von Oppen (1834–1870) und dessen Ehefrau Philippine, geborene von Borkowski (1834–1870). Sein Vater verstarb als Kompaniechef im Grenadier-Regiment „Prinz Carl von Preußen“ (2. Brandenburgisches) Nr. 12 zu Beginn des Krieges gegen Frankreich an den Folgen einer Verwundung, die er sich in der Schlacht bei Spichern zugezogen hatte.

### Militärkarriere
Nach dem Besuch des Kadettenkorps wurde Oppen am 18. März 1886 als Sekondeleutnant dem 1. Thüringischen Infanterie-Regiment Nr. 31 der Preußischen Armee in Altona überwiesen. Mitte September 1893 avancierte er zum Premierleutnant und diente ab 1. Oktober 1893 zunächst als Bataillons-, dann als Regimentsadjutant. Am 10. September 1898 erfolgte mit Wirkung zum 1. Oktober 1898 seine Kommandierung als Adjutant der 24. Infanterie-Brigade in Neiße. Unter Belassung in diesem Kommando wurde Oppen am 16. Juni 1900 zum Hauptmann befördert und in das Infanterie-Regiment „Herzog Friedrich Wilhelm von Braunschweig“ (Ostfriesisches) Nr. 78 versetzt. Mit der Ernennung zum Kompaniechef im 2. Thüringischen Infanterie-Regiment Nr. 32 trat er am 27. Januar 1902 in den Truppendienst zurück. Im März/April 1905 war Oppen zum Lehrkursus an die Infanterie-Schießschule kommandiert und wurde am 5. August 1905 zum Ehrenritter des Johanniterordens ernannt. Am 27. Januar 1908 erfolgte seine Versetzung nach Brandenburg an der Havel als Adjutant der 6. Division. Oppen stieg Mitte Juni 1908 zum überzähligen Major auf und war vom 24. März 1909 bis zum 21. April 1912 als Adjutant beim Generalkommando des II. Armee-Korps in Stettin tätig. Daran schloss sich eine Verwendung als Kommandeur des I. Bataillons im Oldenburgischen Infanterie-Regiment Nr. 91 sowie seine Beförderung zum Oberstleutnant am 22. April 1914 an.
Zu Beginn des Ersten Weltkriegs war sein Regiment nach der Mobilmachung im Küstenschutz eingesetzt und rückte Mitte August 1914 in das neutrale Belgien ein. Hier nahm es an den Kämpfen um Lüttich und an der Sambre teil. Durch AKO vom 31. August 1914 wurde Oppen Kommandeur des Füsilier-Regiments „General-Feldmarschall Prinz Albrecht von Preußen“ (Hannoversches) Nr. 73. In den kommenden dreieinhalb Jahren führte er diesen Verband an der Westfront in den Kämpfen am Petit Morin, machte den Rückzug von der Marne mit und lag mehrere Monate im Stellungskrieg bei Monchy-Douchy. Im August 1916 nahm er an der Schlacht an der Somme teil und konnte im November einen französischen Einbruch am St. Pierre Vaast-Wald abwehren. Für den Abwehrerfolg und die Gefangennahme von acht Offizieren, 324 Mann sowie fünf Maschinengewehren erhielt Oppen das Ritterkreuz des Königlichen Hausordens von Hohenzollern mit Schwertern. Am 27. Januar 1917 zum Oberst befördert, führte Oppen sein Regiment im Frühjahr in die Siegfriedstellung zurück. Im April 1917 nahm es an der Schlacht bei Arras teil und lag dann wieder in Stellungskämpfen nördlich Saint-Quentin. In der Dritten Flandernschlacht gelang es ihm einen englischen Großangriff abzuwehren. Vertretungsweise führte Oppen zeitweise auch die 221. Infanterie-Brigade. Obwohl schwer an Rheuma erkrankt, führte er sein Regiment nach mehrwöchigen Stellungskämpfen im Priesterwald zum zweiten Mal in der Flandernschlacht bei Paschendale und erhielt den Kronen-Orden II. Klasse mit Schwertern. Auf ärztliche Anweisung wurde Oppen abberufen und verbrachte einige Zeit im Lazarett.
Am 21. Januar 1918 wurde er Kommandeur der 201. Infanterie-Brigade, welche auf dem Balkan eingesetzt und Mitte 1918 in das Asien-Korps eingegliedert wurde. Ab 25. Juni 1918 war er als Nachfolger von Oberst Werner von Frankenberg und Proschlitz Kommandeur des Korps in Palästina. Zugleich übertrug man ihm den Befehl über die linke Gruppe der türkischen 8. Armee. Sein Operationsgebiet erstreckte sich von der Küstenebene bis Nablus-Jerusalem. Als englische Verbände Mitte September 1918 zum Angriff übergingen, verteidigte sich Oppen mit lediglich drei Bataillonen und zwei Batterie. Schließlich trat er den Rückzug über 300 km in zehn Tagen an und konnte dabei zwei Mal einer Umzingelung entgehen. Für diese „außergewöhnliche Leistung“ beauftragte sein Kommandierender General Marschall Otto Liman von Sanders telegrafisch die Verleihung des Ordens Pour le Mérite. Am 31. Oktober 1918 starb er beim Rückzug des Asien-Korps in Pozantı in der Provinz Adana an Cholera. Durch Kabinettsorder vom 1. November 1918 verlieh Kaiser Wilhelm II. Oppen die höchste preußische Tapferkeitsauszeichnung, den Orden Pour le Mérite.
Ernst Jünger, ein Angehöriger des von Oppen kommandierten Füsilier-Regiments Nr. 73, verfasste einen Nachruf:

„Oberst v. Oppen war ein lebendiges Beispiel dafür, daß es Menschen gibt, die zum Befehlen geboren sind. Er war ein Vertreter der führenden Rasse, stets umgab ihn eine Sphäre der Ordnung und der Zuversicht... Als ich die Nachricht von seinem Tod bereits vernommen hatte, erhielt ich noch einen Brief von seiner Hand. Ich verdanke ihm viel.“

### Familie
Am 14. Juni 1900 heiratete er in Hamburg Ella Radeke (1872–1964).